# Rio Piracicaba
Rio Piracicaba là một đô thị thuộc bang Minas Gerais, Brasil. Đô thị này có diện tích 370,355 km², dân số năm 2007 là 14319 người, mật độ 39,1 người/km².